# Marathon féminin aux Jeux olympiques d'été de 1996
Navigation
Barcelone 1992 Sydney 2000
L'épreuve du marathon féminin aux Jeux olympiques de 1996 s'est déroulée le 28 juillet 1996 dans les rues d'Atlanta, aux États-Unis, avec une arrivée au Centennial Olympic Stadium.  Elle est remportée par l'Éthiopienne Fatuma Roba.

## Résultats

### Finale
| Rang               | Athlète                   | Pays             | Temps           |
| ------------------ | ------------------------- | ---------------- | --------------- |
| Médaille d'or      | Fatuma Roba               | Éthiopie         | 2 h 26 min 05 s |
| Médaille d'argent  | Valentina Yegorova        | Russie           | 2 h 28 min 05 s |
| Médaille de bronze | Yūko Arimori              | Japon            | 2 h 28 min 39 s |
| 4                  | Katrin Dörre-Heinig       | Allemagne        | 2 h 28 min 45 s |
| 5                  | Rocío Ríos                | Espagne          | 2 h 30 min 50 s |
| 6                  | Lidia Simon               | Roumanie         | 2 h 31 min 04 s |
| 7                  | Manuela Machado           | Portugal         | 2 h 31 min 11 s |
| 8                  | Sonja Krolik              | Allemagne        | 2 h 31 min 16 s |
| 9                  | Ren Xiujuan               | Chine            | 2 h 31 min 21 s |
| 10                 | Anne Marie Lauck          | États-Unis       | 2 h 31 min 30 s |
| 11                 | Małgorzata Sobańska       | Pologne          | 2 h 31 min 52 s |
| 12                 | Izumi Maki                | Japon            | 2 h 32 min 35 s |
| 13                 | Ornella Ferrara           | Italie           | 2 h 33 min 09 s |
| 14                 | Mónica Pont               | Espagne          | 2 h 33 min 27 s |
| 15                 | Angelina Kanana           | Kenya            | 2 h 34 min 19 s |
| 16                 | Liz McColgan              | Grande-Bretagne  | 2 h 34 min 30 s |
| 17                 | Junko Asari               | Japon            | 2 h 34 min 31 s |
| 18                 | Franziska Rochat-Moser    | Suisse           | 2 h 34 min 48 s |
| 19                 | Griselda González         | Argentine        | 2 h 35 min 12 s |
| 20                 | Jong Song-ok              | Corée du Nord    | 2 h 35 min 31 s |
| 21                 | Irina Bogachova           | Kirghizistan     | 2 h 35 min 44 s |
| 22                 | Iglandini González        | Colombie         | 2 h 35 min 45 s |
| 23                 | Serap Aktaş               | Turquie          | 2 h 36 min 14 s |
| 24                 | Alena Mazouka             | Biélorussie      | 2 h 36 min 22 s |
| 25                 | Marleen Renders           | Belgique         | 2 h 36 min 27 s |
| 26                 | Kim Chang-ok              | Corée du Nord    | 2 h 36 min 31 s |
| 27                 | Albertina Dias            | Portugal         | 2 h 36 min 39 s |
| 28                 | Kerryn McCann             | Australie        | 2 h 36 min 41 s |
| 29                 | Aniela Nikiel             | Pologne          | 2 h 36 min 44 s |
| 30                 | Oh Mi-ja                  | Corée du Sud     | 2 h 36 min 54 s |
| 31                 | Linda Somers              | États-Unis       | 2 h 36 min 58 s |
| 32                 | Danuta Bartoszek          | Canada           | 2 h 37 min 06 s |
| 33                 | María del Carmen Díaz     | Mexique          | 2 h 37 min 14 s |
| 34                 | Nelly Glauser             | Suisse           | 2 h 37 min 19 s |
| 35                 | Ramilya Burangulova       | Russie           | 2 h 38 min 04 s |
| 36                 | Judit Nagy                | Hongrie          | 2 h 38 min 43 s |
| 37                 | Erika Olivera             | Chili            | 2 h 39 min 06 s |
| 38                 | Yvonne Danson             | Singapour        | 2 h 39 min 18 s |
| 39                 | Márcia Narloch            | Brésil           | 2 h 39 min 33 s |
| 40                 | Stefanija Statkuvienė     | Lituanie         | 2 h 39 min 51 s |
| 41                 | Anne van Schuppen         | Pays-Bas         | 2 h 40 min 46 s |
| 42                 | Maria Polizou             | Grèce            | 2 h 41 min 33 s |
| 43                 | Maria Guadalupe Loma      | Mexique          | 2 h 41 min 56 s |
| 44                 | Anuţa Cătună              | Roumanie         | 2 h 42 min 01 s |
| 45                 | Karen MacLeod             | Grande-Bretagne  | 2 h 42 min 08 s |
| 46                 | Lorraine Moller           | Nouvelle-Zélande | 2 h 42 min 21 s |
| 47                 | Albertina Machado         | Portugal         | 2 h 43 min 44 s |
| 48                 | Anita Håkenstad           | Norvège          | 2 h 43 min 58 s |
| 49                 | Ana Isabel Alonso         | Espagne          | 2 h 44 min 12 s |
| 50                 | Natalya Galushko          | Biélorussie      | 2 h 44 min 21 s |
| 51                 | Adriana Fernández         | Mexique          | 2 h 44 min 23 s |
| 52                 | May Allison               | Canada           | 2 h 44 min 38 s |
| 53                 | Helena Javornik           | Slovénie         | 2 h 46 min 58 s |
| 54                 | Marilu Salazar            | Pérou            | 2 h 48 min 58 s |
| 55                 | Suzana Ćirić              | Yougoslavie      | 2 h 49 min 30 s |
| 56                 | Nadia Prasad              | France           | 2 h 50 min 05 s |
| 57                 | Suzanne Malaxos           | Australie        | 2 h 50 min 46 s |
| 58                 | Suzanne Rigg              | Grande-Bretagne  | 2 h 52 min 09 s |
| 59                 | Elizabeth Mongudhi        | Namibie          | 2 h 56 min 19 s |
| 60                 | Solange de Souza          | Brésil           | 2 h 56 min 23 s |
| 61                 | Gulsara Dadabayeva        | Tadjikistan      | 3 h 09 min 08 s |
| 62                 | Bimala Ranamagar          | Népal            | 3 h 16 min 19 s |
| 63                 | Erkhemsaikhan Davaajargal | Mongolie         | 3 h 19 min 06 s |
| 64                 | Sirivanh Khetavong        | Laos             | 3 h 25 min 16 s |
| 65                 | Marie Benito              | Guam             | 3 h 27 min 28 s |
| —                  | Madina Biktagirova        | Biélorussie      | DNF             |
| —                  | Joyce Chepchumba          | Kenya            | DNF             |
| —                  | Selina Chirchir           | Kenya            | DNF             |
| —                  | Maria Curatolo            | Italie           | DNF             |
| —                  | Carmem de Oliveira        | Brésil           | DNF             |
| —                  | Carol Galea               | Malte            | DNF             |
| —                  | Kamila Gradus             | Pologne          | DNF             |
| —                  | Kang Soon-duk             | Corée du Sud     | DNF             |
| —                  | Gitte Karlshøj            | Danemark         | DNF             |
| —                  | Lyubov Klochko            | Ukraine          | DNF             |
| —                  | Lee Mi-kyung              | Corée du Sud     | DNF             |
| —                  | Kirsi Rauta               | Finlande         | DNF             |
| —                  | Elana Meyer               | Afrique du Sud   | DNF             |
| —                  | Lisa Ondieki              | Australie        | DNF             |
| —                  | Uta Pippig                | Allemagne        | DNF             |
| —                  | Cristina Pomacu           | Roumanie         | DNF             |
| —                  | Jane Salumäe              | Estonie          | DNF             |
| —                  | Jenny Spangler            | États-Unis       | DNF             |
| —                  | Martha Tenorio            | Équateur         | DNF             |
| —                  | Maura Viceconte           | Italie           | DNF             |
| —                  | Alla Zhilyaeva            | Russie           | DNF             |

## Légende
Records et Performances
- AR : Record continental (area record)
- CR : Record des championnats (championship record)
- MR : Record du meeting (meet record)
- NR : Record national (national record)
- OR : Record olympique (olympic record)
- PR : Record paralympique (paralympic record)
- PB : Record personnel (personal best)
- SB : Meilleure performance personnelle de la saison (season's best)
- WL : Meilleure performance mondiale de l'année (world leader)
- WJR : Record du monde junior (world junior record)
- WR : Record du monde (world record)

Circonstances et Conditions
- DNF : N'a pas terminé (did not finish)
- DNS : N'a pas pris le départ (did not start)
- DQ : Disqualification (disqualification)
- NM : Aucun essai valable enregistré (No Mark)
- Q : Qualifié « directement » au prochain tour (ou à la prochaine compétition), lors d'une compétition majeure, grâce au classement ou à la réalisation des minima (automatic qualifier)
- q : Qualifié au prochain tour (ou à la prochaine compétition), lors d'une compétition majeure, grâce au repêchage ou à la réalisation de l'une des meilleures performances parmi celles des « non qualifiés directement » (grâce au meilleur temps ou à la meilleure distance par exemple) (secondary qualifier)